# Graham's Magazine

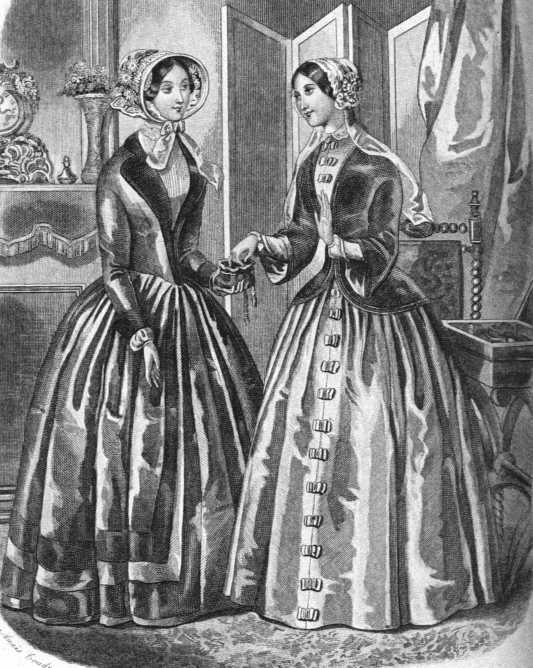
Ilustrație de modă dintr-o ediție din 1849 a revistei Graham's Magazine.

Graham's Magazine a fost o revistă americană din secolul al XIX-lea cu sediul la Philadelphia, ce a fost fondată de George Rex Graham și publicată din 1841  până în 1858. Ea a fost denumită alternativ Graham's Lady's and Gentleman's Magazine (1841-1842, și iulie 1843 - iunie 1844), Graham's Magazine of Literature and Art (ianuarie 1844 - iunie 1844), Graham's American Monthly Magazine of Literature and Art (iulie 1848 - iunie 1856), și Graham's Illustrated Magazine of Literature, Romance, Art, and Fashion (iulie 1856 - 1858).
Revista a fost fondată după fuziunea între Burton's Gentleman's Magazine și Atkinson's Casket în 1840. Publicând povestiri, recenzii critice și articole despre muzică, precum și informații despre modă, Graham a dorit ca revista să se adreseze tuturor segmentelor de public, atât bărbați, cât și femei. El a oferit o plată mare de 5 dolari pe pagină, atrăgându-i cu succes pe unii dintre cei mai cunoscuți scriitori de la acea vreme. De asemenea, el a devenit cunoscut pentru gravurile și lucrările sale de artă. Graham's a fost prima revistă din Statele Unite ale Americii care a revendicat drepturi de autor pentru fiecare număr.
Edgar Allan Poe a devenit redactor al Graham's în februarie 1841 și în curând a publicat recenzii critice dure pentru care a devenit cunoscut. Aici a fost publicată pentru prima dată povestirea „Crimele din Rue Morgue”, recunoscută acum ca prima povestire polițistă. După ce Poe a plecat de la această revistă, succesorul său a fost Rufus Wilmot Griswold, un om care-l disprețuia pe Poe. Graham's a început să respingă materialele trimise de Poe și a pierdut șansa de a publica poemul „Corbul”. Graham a părăsit revista pentru un timp în 1848, iar aceasta și-a încetat apariția în cele din urmă în anul 1858.

## Istoric
În decembrie 1840, Graham achiziționase deja Burton's Gentleman's Magazine pentru 3.500 de dolari, plătind câte un dolar pentru fiecare din cei 3.500 de abonați, și a fuzionat-o cu o altă revistă recent achiziționată, Atkinson's Casket, care avea doar 1.500 de abonați. Casket, ce avea subtitlul „Flowers of Literature, Wit, and Sentiment”, exista din anul 1826  și, în ciuda numărului mic de abonați, avea o situație financiară înfloritoare.
Graham a intenționat ca noua sa revistă să devină populară atât printre bărbați, cât și printre femei, publicând articole despre modă, fotografii, muzică, povestiri scurte și comentarii critice. El a sperat, de asemenea, să atragă atât publicul de masă, cât și pe cei cu gusturi mai rafinate. Graham nu era un scriitor el însuși, scriind doar o secțiune de pe ultima pagină a fiecărui număr numită „Graham's Small Talk”, și s-a bazat foarte mult pe contribuitori. În acest scop, Graham s-a asigurat că revista este populară în rândul scriitorilor, plătind 5 dolari pentru fiecare pagină a revistei. Alte reviste plăteau la acel moment doar 1 dolar pe pagină.Încercarea sa de a-i atrage pe cei mai buni colaboratori a funcționat; astfel au colaborat la această revistă William Cullen Bryant, Nathaniel Hawthorne, James Russell Lowell, Christopher Pearse Cranch, Fitz-Greene Halleck, George D. Prentice, Alice, Horace Binney Wallace și Phoebe Cary. Nu toți scriitorii, cu toate acestea, au fost plătiți. Într-o notiță din numărul din mai 1841 scria: 
„Scriitorii care trimit articole la această revistă pentru a fi publicate trebuie să menționeze în mod distinct la momentul trimiterii acestora, dacă așteaptă plată. Nu putem permite remunerarea decât printr-un contract special încheiat înaintea publicării. Această regulă va fi în continuare aplicată în mod rigid.”
James Fenimore Cooper a fost, se pare, cel mai bine plătit colaborator al lui Graham's, el primind 1.600 de dolari pentru seria „The Islets of the Gulf, or Rose-Budd”, publicată ulterior ca Jack Tier, or The Florida Reefs. El a primit alți 1.000 de dolari pentru o serie de biografii ale comandanților navali valoroși. Graham's a fost considerată la un moment dat ca având lista celor mai valoroși colaboratori pe care i-a avut vreodată o revistă americană. Graham's a afirmat că costul economic al mai multor numere ale revistei a ajuns la 1.500 de dolari doar în ceea ce privește drepturile de autor.
Graham's ar fi fost prima revistă din America care și-ar fi înregistrat drepturi de autor pentru fiecare număr. Prin martie 1842, Graham's Magazine avea un tiraj de 40.000 de exemplare. Această creștere a reflectat piața americană aflată în schimbare. John Sartain credea că succesul revistei se datora ilustrațiilor sale care apăreau în fiecare număr. Saturday Evening Post a informat că ediția din august 1841 a revistei Graham's costa 1.300 de dolari din cauza acestor „ornamente”. The Post a raportat la 30 aprilie 1842: „este îndoielnic dacă gravuri de o asemenea frumusețe au împodobit vreodată o operă americană”. Gravurile tipice din Graham's reproduceau poduri, gospodine fericite și scene care se axau pe viața domestică liniștită și promovau căsătoria. Colectivul redacțional a crescut și a inclus „două doamne redactor”, Ann S. Stephens și Emma Catherine Embury.

### Poe ca redactor
Graham l-a angajat pe Edgar Allan Poe pe post de critic și redactor în februarie 1841 cu un salariu anual de 800 de dolari. Poe și-a suspendat planul de publicare a propriei sale reviste, The Penn, pentru a lucra pentru Graham, care a promis să-i subvenționeze proiectele antreprenoriale ale lui Poe într-un termen de un an, dar nu a făcut-o niciodată. Poe a fost nemulțumit de conținutul revistei Graham's; nu i-au plăcut în mod particular „imaginile demne de dispreț, ilustrațiile de modă, muzica și poveștile de dragoste” pentru care era cunoscută revista. Graham, cu toate acestea, a fost conștient de statutul lui Poe ca scriitor și critic și era sigur că el va crește popularitatea revistei. El l-a prezentat astfel pe noul său redactor în paginile revistei: "Dl. POE este prea bine cunoscut în lumea literară pentru a avea nevoie de un cuvânt de recomandare”.
Poe a avut un asistent care-l ajuta în corespondența cu colaboratorii, lăsându-i suficient timp liber pentru a scrie propriile sale povestiri. Poe a avut, de asemenea, o relație excelentă cu Graham și a profitat de controlul editorial pe care l-a primit. În această revistă au apărut pentru prima oară „Crimele din Rue Morgue”, „O pogorâre în Maelström”, „The Island of the Fay”, „Masca Morții Roșii” și altele. El a recenzat, de asemenea, The Old Curiosity Shop de Charles Dickens, Twice-Told Tales de Nathaniel Hawthorne, precum și scrieri ale lui Henry Wadsworth Longfellow, Washington Irving și mulți alții. El și-a construit o reputație de critic literar aspru, făcându-l pe James Russell Lowell să sugereze că Poe ar fi confundat uneori „flaconul său de acid prusic cu cel de cerneală”. În Graham's, Poe a lansat, de asemenea, seria Literati of New York, în care analiza operele celor mai cunoscute personalități culturale din New York, dar care l-a expus pe Poe criticii gratuite a acestor personalități. Ziarul Philadelphia Inquirer cataloga articolul lui Poe în octombrie 1841 drept „cel mai singular și, în același timp, cel mai interesant articol” al revistei.
Poe a renunțat la postul său de la Graham's în aprilie 1842, dar a continuat ocazional să trimită contribuții. În 1847 a acceptat în mod voluntar o reducere da plății uzuale la 4 dolari pe pagină pentru a acoperi o datorie pe care i-o datora lui Graham.
Deși el și-a calificat inițial salariul ca „generos” [„liberal” în engleză], Poe s-ar fi plâns mai târziu de plata insipidă [„nambypamby”] de 800 de dolari pe an în comparație cu câștigurile presupuse ale lui Graham de 25.000 de dolari. Potrivit unei povești probabil apocrife, Poe ar fi revenit la birou în aprilie 1842, după o absență scurtă pe motiv de boală, și l-ar fi găsit acolo pe Charles Peterson, un alt redactor, așezat la biroul său și realizându-i sarcinile. Supărat, Poe ar fi demisionat pe loc. Pe atunci, cu toate acestea, prezența sa avea un impact semnificativ asupra revistei Graham's. La un an după plecarea lui Poe, redactorul George Lippard din Philadelphia afirma: „Domnul Poe a fost cel care a făcut Graham's Magazine ceea ce era acum un an; era intelectul său cel care a dat acestei reviste acum slabe și șubrede un ton de rafinament și vigoare mentală”.

### După plecarea lui Poe
Rufus Wilmot Griswold, un critic și antologist binecunoscut, ca și marele rival al lui Poe, a preluat redactarea revistei după plecarea lui Poe în aprilie 1842. Înlocuirea sa a fost atât de rapidă că timp de mai mulți ani a circulat un zvon că Poe a mers la lucru într-o zi și l-a văzut acolo pe Griswold așezat deja pe scaunul lui. Deși această poveste nu este adevărată, angajarea lui Griswold și plecarea lui Poe au fost destul de controversate. Așa cum a scris Jesse E. Dow în Index din Washington: „Am fi dat mai mult pentru o unghie de la piciorul lui Edgar A. Poe decât pentru sufletul lui Rueful Grizzle [joc de cuvinte pentru numele lui Griswold], afară de cazul în care ne-am fi dorit o strecurătoare de lapte. Iată sentimentele noastre”. Griswold ar fi fost plătit cu un salariu de 1000 de dolari pe an, cu 200 de dolari mai mult decât fusese plătit Poe. În calitate de redactor, Griswold a avut ceva succes, el încheind un contract cu Henry Wadsworth Longfellow pentru a publica o perioadă numai în Graham's. Longfellow a fost plătit cu aproximativ 50 de dolari pentru fiecare poem publicat. Graham's a fost, de asemenea, prima revistă care a publicat piesa The Spanish Student a lui Longfellow în 1842; el a fost plătit cu 150 de dolari.
Prin septembrie 1842, Graham a fost nemulțumit de activitatea lui Griswold și i-a făcut o ofertă lui Poe pentru a se întoarce, dar el a respins-o. Mai târziu, în 1844, Poe a oferit prima publicare a poemului „Corbul” lui Graham, care a refuzat-o. Potrivit unor relatări, Graham i-ar fi dat 15 dolari lui Poe ca un act de caritate prietenesc, dar nu i-ar fi plăcut poezia. Graham s-a revanșat față de Poe ceva mai târziu prin publicarea eseului „Filozofia compoziției”, în care Poe vorbea despre sursele sale de inspirație pentru celebrul său poem și despre teoriile sale cu privire la scrierea de calitate. Joseph Ripley Chandler și Bayard Taylor au fost, de asemenea, pentru scurte perioade ca redactori adjuncți ai revistei în 1848, iar Edwin Percy Whipple a fost principalul său critic literar pentru un timp.

### Declinul

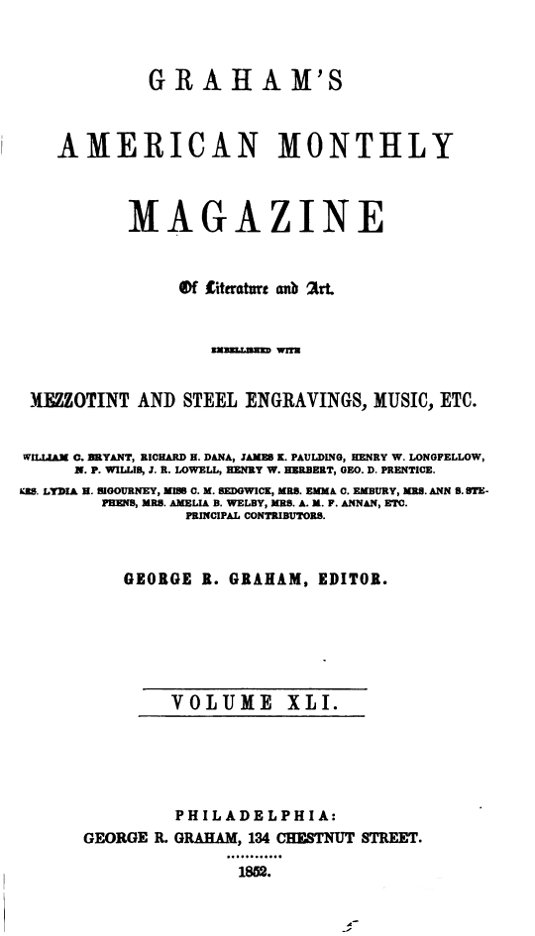
Pagina de titlu pentru Graham's Magazine, iunie 1852

În 1848, după unele dificultăți financiare cauzate de investiții proaste în industria cuprului, Graham a vândut revista lui Samuel Dewee Patterson, deși și-a păstrat titlul de redactor. Sartain, ale cărui gravuri au devenit o parte importantă a Graham's, a plecat pentru a-și fonda propriul său jurnal, Sartain's Union Magazine, în 1849. Oamenii care au aflat de dificultățile lui Graham's l-au ajutat să-și recapete o parte din averea sa, iar el și-a răscumpărat acțiunile la revistă în 1850. Competiția cu Harper's New Monthly Magazine începând din acel an a provocat scăderi semnificative ale abonamentelor, precum și lipsa unui drept de autor pe plan internațional. Charles Godfrey Leland a preluat revista atunci când Graham a plecat în 1853 sau 1854 și Graham's Magazine și-a încetat apariția în anul 1858.